# San Sebastián, Metepec
San Sebastián är en ort i kommunen Metepec i delstaten Mexiko i Mexiko. Samhället hade 2 345 invånare vid folkräkningen år 2020.